# Prima Porta
Prima Porta è la cinquantottesima zona di Roma nell'Agro romano, indicata con Z. LVIII.
Il toponimo indica anche una frazione di Roma Capitale e la zona urbanistica 20L del Municipio Roma XV.

## Geografia fisica

### Territorio
Si trova nell'area nord di Roma, a ridosso del confine con i comuni di Formello, Sacrofano e Riano e a ridosso del fiume Tevere.
La zona confina:
- a nord con i comuni di Formello, Sacrofano e Riano
- a est con la zona Z. III Marcigliana[1]
- a sud con la zona Z. LVII Labaro[2]
- a ovest con le zone Z. LIV La Giustiniana[3] e Z. LV Isola Farnese[4]

## Storia

Stazione di posta a Prima Porta sulla via Flaminia in una foto del 1870 ca

Il nome della località Prima Porta viene riportato per la prima volta in un documento dell'anno 1225 nel quale si parla di terre poste ad Primam Portam. Anteriormente all'anno 1225 tale zona veniva denominata Lubrae. Il toponimo Prima Porta traeva origine dall'arco monumentale posto sulla via Flaminia, rimasto intatto fino alla metà del XVII secolo e di cui oggi rimane solo un frammento adiacente alla parrocchia dei Santi Urbano e Lorenzo. Secondo Antonio Nibby, la cortina che componeva tale arco presentava un carattere formale riconducibile alla fase onoriana delle mura aureliane e dunque probabilmente eretto all'inizio del V secolo. 
Il 20 aprile 1863, vi fu ritrovata, presso la villa di Livia, l'abitazione di Livia Drusilla, moglie di Augusto, la statua di Augusto loricato (dalla lorìca, la corazza dei legionari), noto come Augusto di Prima Porta. La figura dell'imperatore, alta 2,04 metri, è realizzata in marmo bianco ed è conservata nei Musei Vaticani, a Roma (Città del Vaticano). 
Nel 1912, sotto il pontificato di Pio X, in occasione del sedicesimo centenario della vittoria di Costantino I su Massenzio nella battaglia di Saxa Rubra del 312 d.C., venne apposta una lapide, con epigrafe in latino, su una parete rocciosa all'inizio della via Tiberina, per suggellare la vittoria del cristianesimo sul paganesimo.
Nel 1941 il cardinale Geremia Foffi consacrò il cimitero Flaminio comunemente chiamato cimitero di Prima Porta, che con i suoi 140 ettari di estensione è il più grande cimitero d'Italia.

## Monumenti e luoghi d'interesse

### Architetture civili

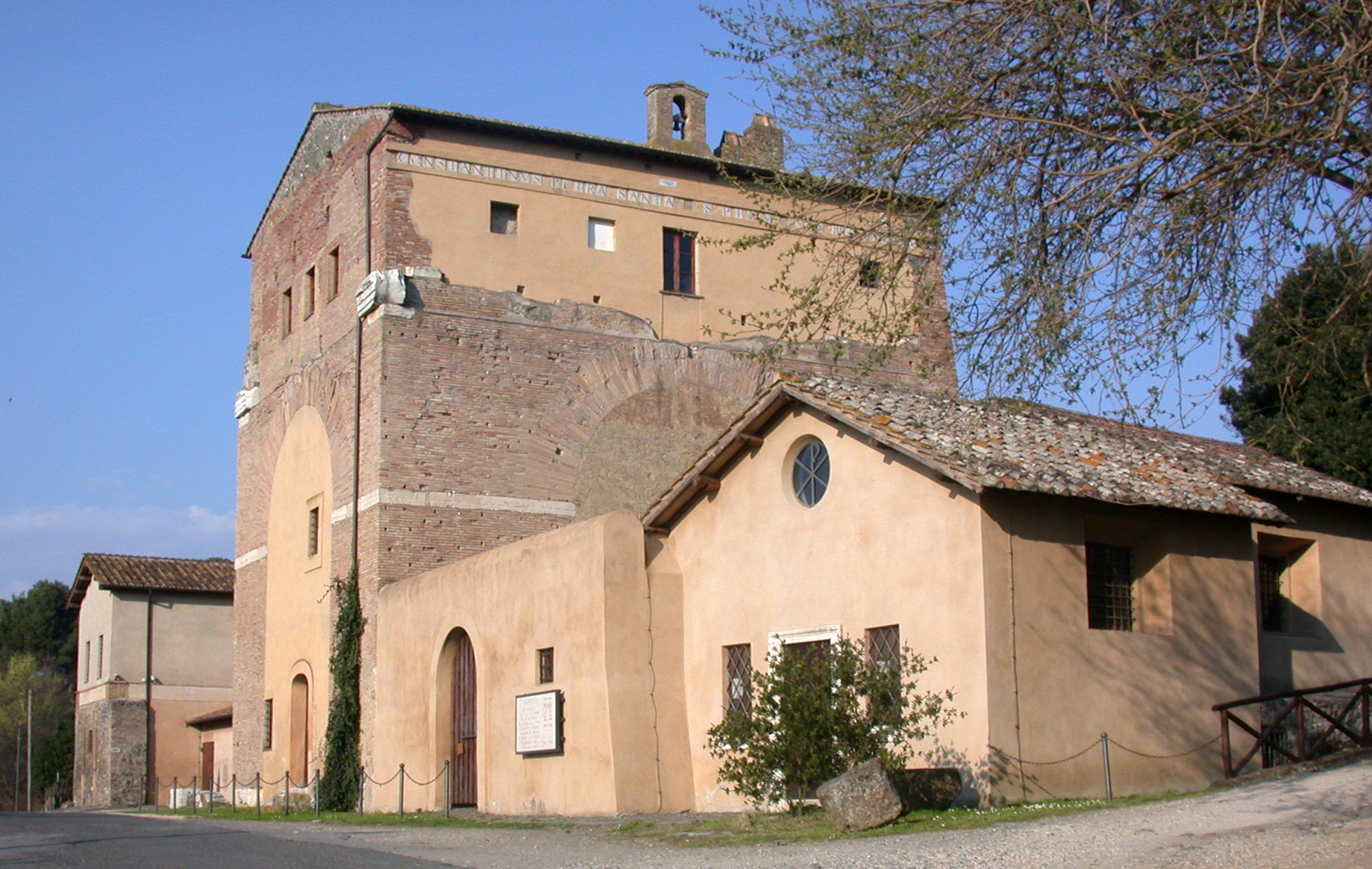
Arco di Malborghetto e cappella del Casale

- Torre di Pietra Pertusa, su via Flaminia. Torre medievale. 42.040854°N 12.479506°E
- Arco di Malborghetto, su via Barlassina (km. 19 di via Flaminia). Arco quadrifronte del IV secolo.
- Torre di Orlando o di Prima Porta, su via della Villa di Livia. Torre del XIV secolo. 42.001123°N 12.491133°E

### Architetture religiose

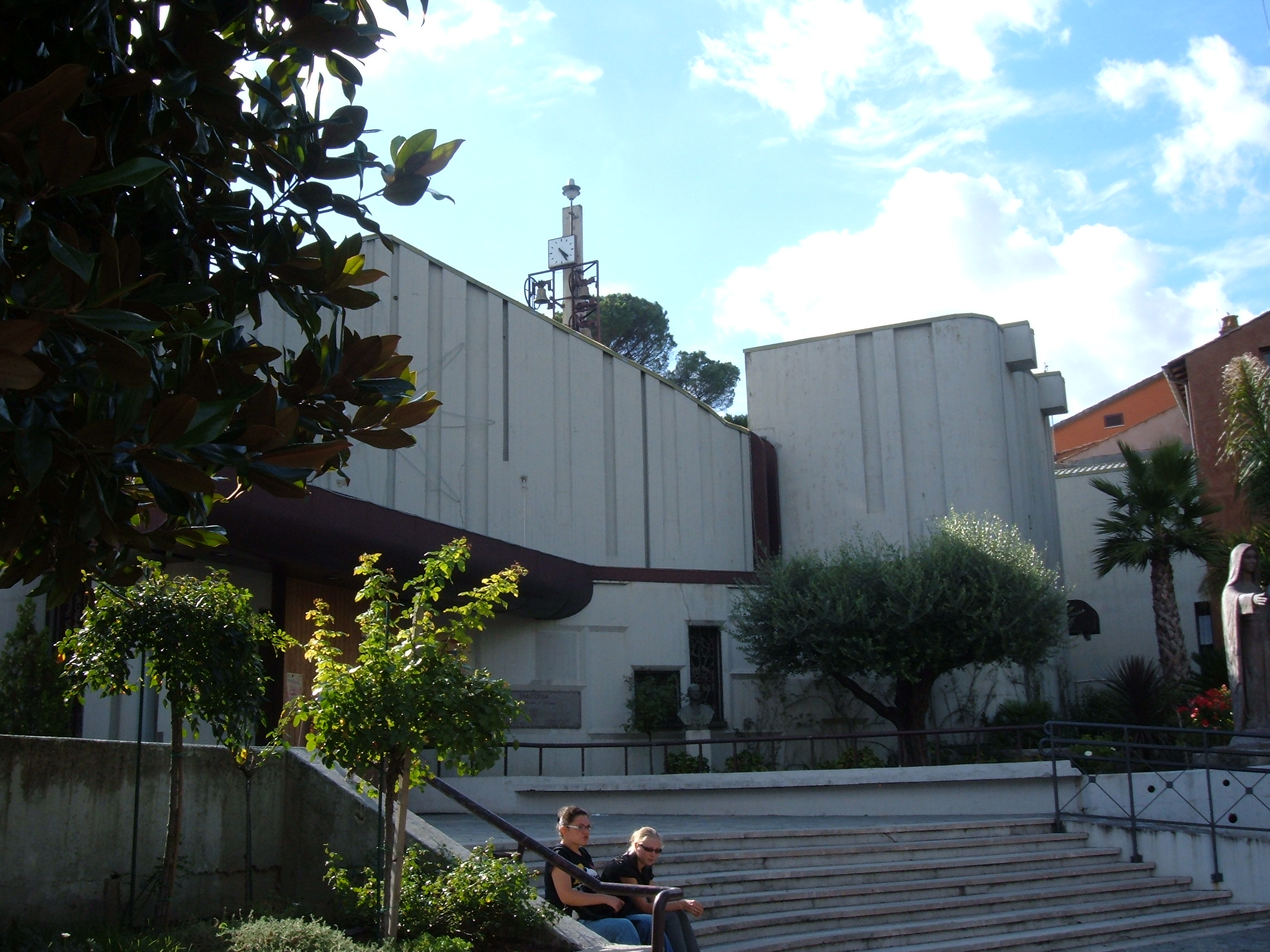
La chiesa dei SS. Urbano e Lorenzo

- Cappella del Casale di Malborghetto, su via Barlassina (km. 19 di via Flaminia). Cappella del XVIII secolo. 42.052178°N 12.486908°E

Luogo sussidiario di culto della parrocchia dei Santi Urbano e Lorenzo a Prima Porta.
- Chiesa dei Santi Urbano e Lorenzo, su via della Villa di Livia. Chiesa del XX secolo.
- Cappella di Sant'Elisabetta, su via di Santa Cornelia (km. 3). Cappella del XX secolo. 42.012257°N 12.465371°E

Luogo sussidiario di culto della parrocchia di Sant'Alfonso de' Liguori.
- Chiesa di Sant'Alfonso de' Liguori, su via della Giustiniana. Chiesa del XX secolo. 42.005402°N 12.479982°E

Parrocchia eretta il 1º ottobre 1975 con il decreto del cardinale vicario Ugo Poletti "Pernotum quidem est".
- Chiesa dei Santi Elisabetta e Zaccaria, su via Sulbiate. Chiesa del XXI secolo (2007-09).
- Cimitero Flaminio, su via Flaminia. Cimitero del XX secolo (1941).
- Chiesa di San Michele Arcangelo al Flaminio, su via Flaminia. Chiesa interna al Cimitero Flaminio.

Luogo sussidiario di culto della parrocchia dei Santi Urbano e Lorenzo a Prima Porta

### Siti archeologici
- Villa di Quarto di Montebello, su via Flaminia (IX miglio di via Flaminia). Villa del I secolo a.C.[6] 42.002233°N 12.493622°E
- Villa romana del Cimitero Flaminio, su viale di Villa Romana (I miglio di via Tiberina). Villa del I secolo a.C.[7] 42.011856°N 12.50009°E
- Villa della via Tiberina, su via Tiberina (I miglio di via Tiberina). Villa del I secolo a.C.[8] 42.006831°N 12.501266°E
- Villa di Livia ad gallinas albas, su via della Villa di Livia (IX miglio di via Flaminia). Villa del I secolo a.C.[9]
- Cisterna romana presso la Villa di Livia, su piazza di Saxa Rubra. Cisterna del I secolo a.C. 42.001325°N 12.493242°E
- Tomba delle Centocelle, su via Flaminia. Sepolcro del periodo imperiale. 42.023979°N 12.486861°E
- Arco presso Santi Urbano e Lorenzo, all'inizio di via della Villa di Livia. Arco del periodo imperiale. 42.001272°N 12.492746°E
- Tummulo di Monte Oliviero, su via del Fosso di Monte Oliviero. Sepolcro etrusco. 42.014218°N 12.448017°E
- Villa della Terma, su via Flaminia, sponda destra della marrana di Prima Porta. Villa del III secolo[10]

### Altro
- Lapide di Pio X a Prima Porta, su piazza di Saxa Rubra. 42.001315°N 12.493151°E

## Geografia antropica

### Urbanistica
Nel territorio di Prima Porta si estende l'intera omonima zona urbanistica 20L e parte delle zone urbanistiche 20I Santa Cornelia e 20M Labaro.

### Odonomastica
Molte delle vie del quartiere sono intitolate a comuni della Lombardia.

## Infrastrutture e trasporti
|  | È raggiungibile dalle stazioni: La Celsa, Prima Porta, La Giustiniana e Montebello. |

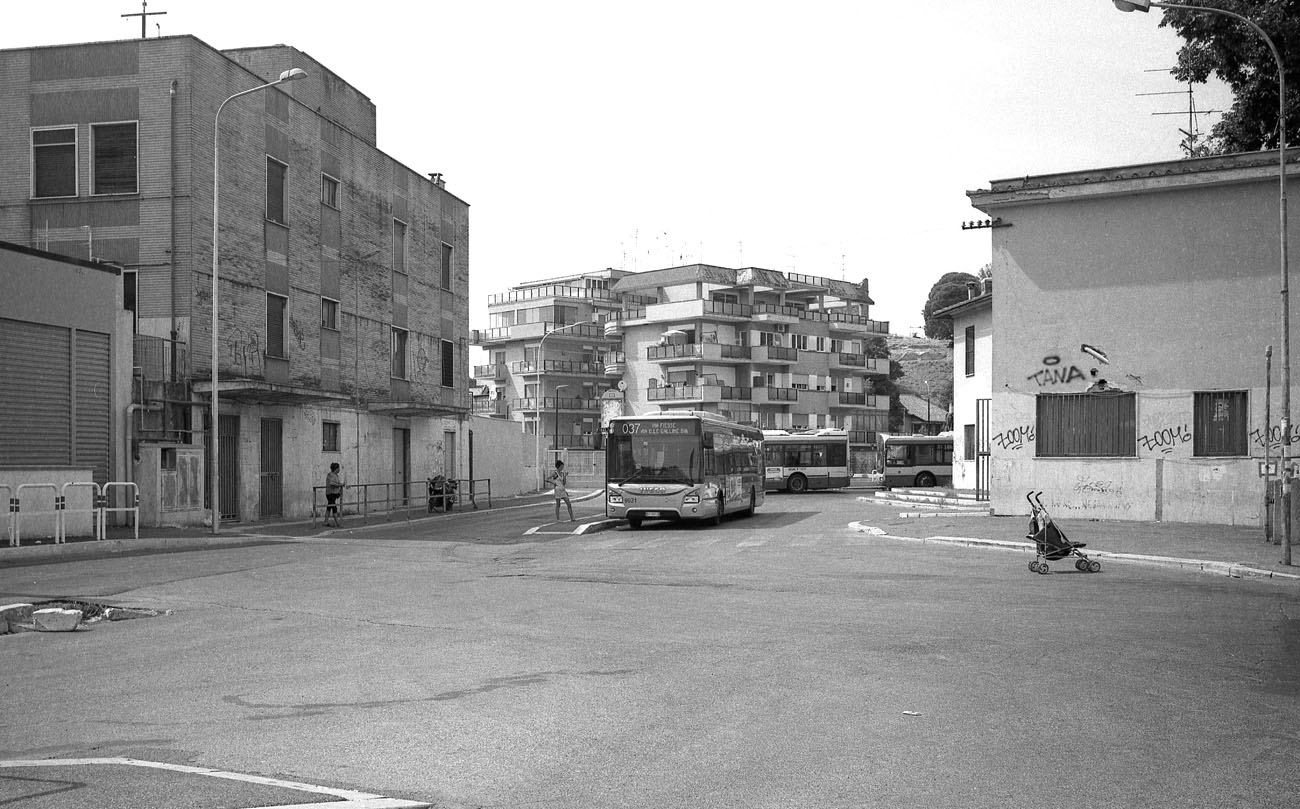
Capolinea ATAC alla stazione di Prima Porta 2017

Prima Porta è servita dalla omonima fermata posta lungo la ferrovia Roma-Civita Castellana-Viterbo, servita da treni regionali ATAC, dal 2022 la ferrovia regionale è passata in gestione a Cotral.
La stazione piú importante fra quelle presenti nel territorio é quella di Prima Porta, fermata obbligatoria, che é stata rinnovata e spostata nel 2017 verso una piú all'avanguardia.
Inoltre quella di Montebello é il Capolinea della linea Montebello-Flaminio.
Fra il 1906 e il 1932 la località era servita da una fermata della tranvia Roma-Civita Castellana, gestita dalla Società Romana per le Ferrovie del Nord (SRFN).

## Sport
La zona è rappresentata nel calcio dal club Prima Porta Saxa Rubra, mai spintosi oltre le divisioni dilettantistiche territoriali. Infatti nella stagione 2025-26 militerà in Prima Categoria, settima serie del campionato italiano di calcio per la seconda volta dopo l'esperienza nel 2021-22, a seguito la vittoria del suo girone.
Inoltre, la squadra possiede una squadra giovanile: il Prima Porta Saxa Rubra U19 che milita nelle Juniores Provinciali.